# Colombiers (Cher)
Colombiers és un municipi francès, situat al departament de Cher i a la regió de Centre – Vall del Loira. L'any 2007 tenia 393 habitants.

## Demografia

### Població
El 2007 la població de fet de Colombiers era de 393 persones. Hi havia 158 famílies, de les quals 36 eren unipersonals (36 dones vivint soles i 36 dones vivint soles), 55 parelles sense fills, 63 parelles amb fills i 4 famílies monoparentals amb fills.
La població ha evolucionat segons el següent gràfic:
Habitants censats

### Habitatges
El 2007 hi havia 177 habitatges, 155 eren l'habitatge principal de la família, 18 eren segones residències i 4 estaven desocupats. Tots els 177 habitatges eren cases. Dels 155 habitatges principals, 132 estaven ocupats pels seus propietaris, 14 estaven llogats i ocupats pels llogaters i 9 estaven cedits a títol gratuït; 5 tenien dues cambres, 22 en tenien tres, 46 en tenien quatre i 82 en tenien cinc o més. 127 habitatges disposaven pel capbaix d'una plaça de pàrquing. A 59 habitatges hi havia un automòbil i a 88 n'hi havia dos o més.

### Piràmide de població
La piràmide de població per edats i sexe el 2009 era:
| Homes | Edats   | Dones |
| ----- | ------- | ----- |
| 0     | 95 o +  | 0     |
| 0     | 90 a 94 | 0     |
| 0     | 85 a 89 | 0     |
| 0     | 80 a 84 | 4     |
| 0     | 75 a 79 | 12    |
| 8     | 70 a 74 | 12    |
| 16    | 65 a 69 | 4     |
| 12    | 60 a 64 | 12    |
| 8     | 55 a 59 | 8     |
| 12    | 50 a 54 | 12    |
| 12    | 45 a 49 | 16    |
| 20    | 40 a 44 | 8     |
| 12    | 35 a 39 | 28    |
| 12    | 30 a 34 | 12    |
| 4     | 25 a 29 | 4     |
| 8     | 20 a 24 | 4     |
| 16    | 15 a 19 | 4     |
| 12    | 10 a 14 | 16    |
| 8     | 5 a 9   | 8     |
| 12    | 0 a 4   | 12    |

## Economia
El 2007 la població en edat de treballar era de 259 persones, 179 eren actives i 80 eren inactives. De les 179 persones actives 167 estaven ocupades (85 homes i 82 dones) i 12 estaven aturades (4 homes i 8 dones). De les 80 persones inactives 33 estaven jubilades, 24 estaven estudiant i 23 estaven classificades com a «altres inactius».

### Ingressos
El 2009 a Colombiers hi havia 156 unitats fiscals que integraven 394 persones, la mediana anual d'ingressos fiscals per persona era de 18.256 €.

### Activitats econòmiques
Dels 11 establiments que hi havia el 2007, 2 eren d'empreses de fabricació d'altres productes industrials, 3 d'empreses de construcció, 2 d'empreses de comerç i reparació d'automòbils, 2 d'empreses de transport i 2 d'empreses de serveis.
Dels 3 establiments de servei als particulars que hi havia el 2009, 1 era un paleta, 1 fusteria i 1 agència immobiliària.
L'any 2000 a Colombiers hi havia 15 explotacions agrícoles que ocupaven un total de 945 hectàrees.

## Equipaments sanitaris i escolars
El 2009 hi havia una escola elemental integrada dins d'un grup escolar amb les comunes properes formant una escola dispersa.

## Poblacions més properes
El següent diagrama mostra les poblacions més properes.